# Linia kolejowa Parma – Brescia
Linia kolejowa Parma-Brescia – państwowa włoska linia kolejowa łącząca Parmę z Brescią, przechodząca przez dolinę Padu.
Jest to linia niezelektryfikowana, jednotorowa. Eksploatowana jest przez Rete Ferroviaria Italiana, które kwalifikują ją jako linię uzupełniającą.